# Distintivo da berretto austroungarico

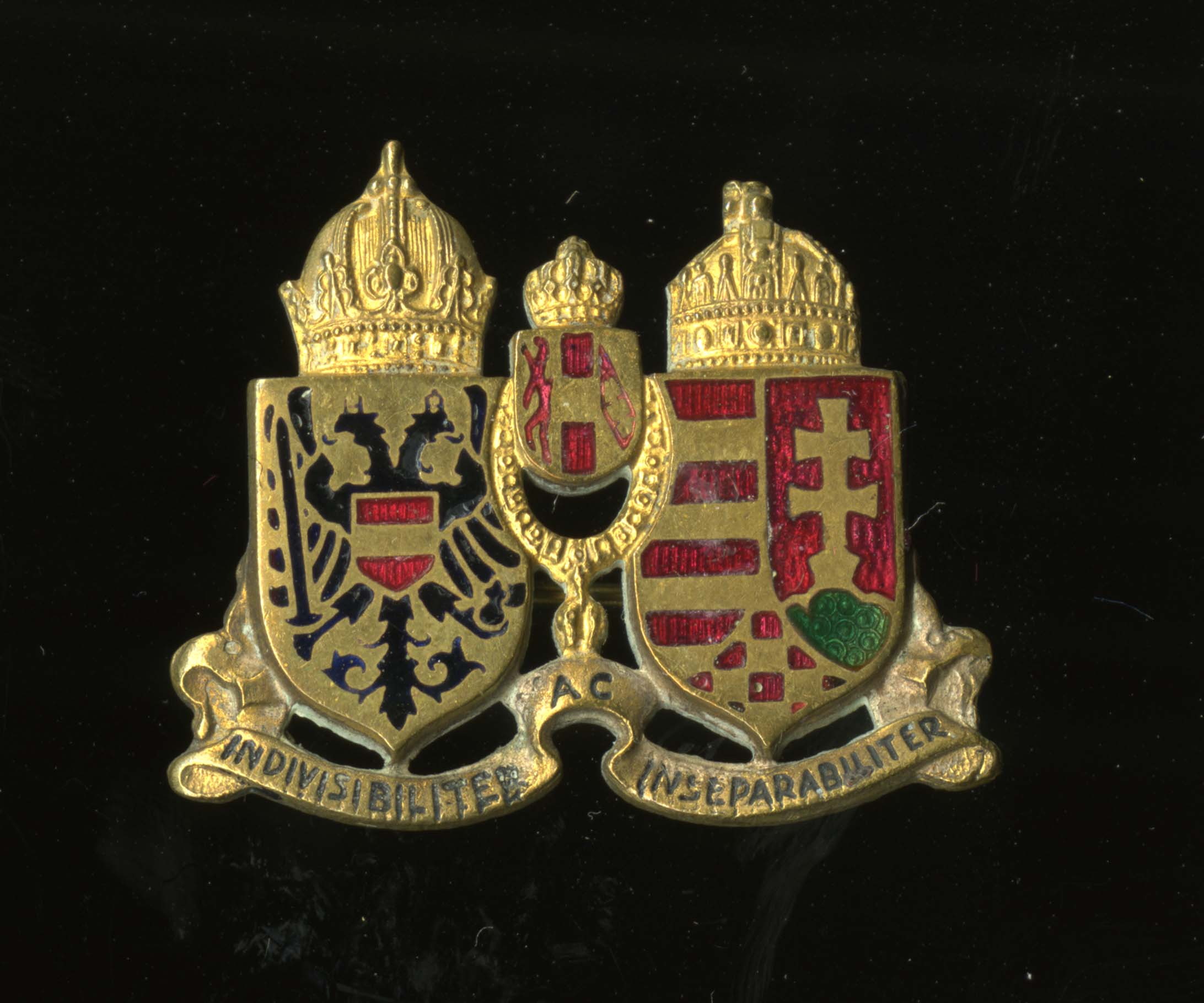
Distintivo da berretto austroungarico che rappresenta l'unione tra Austria e Ungheria.

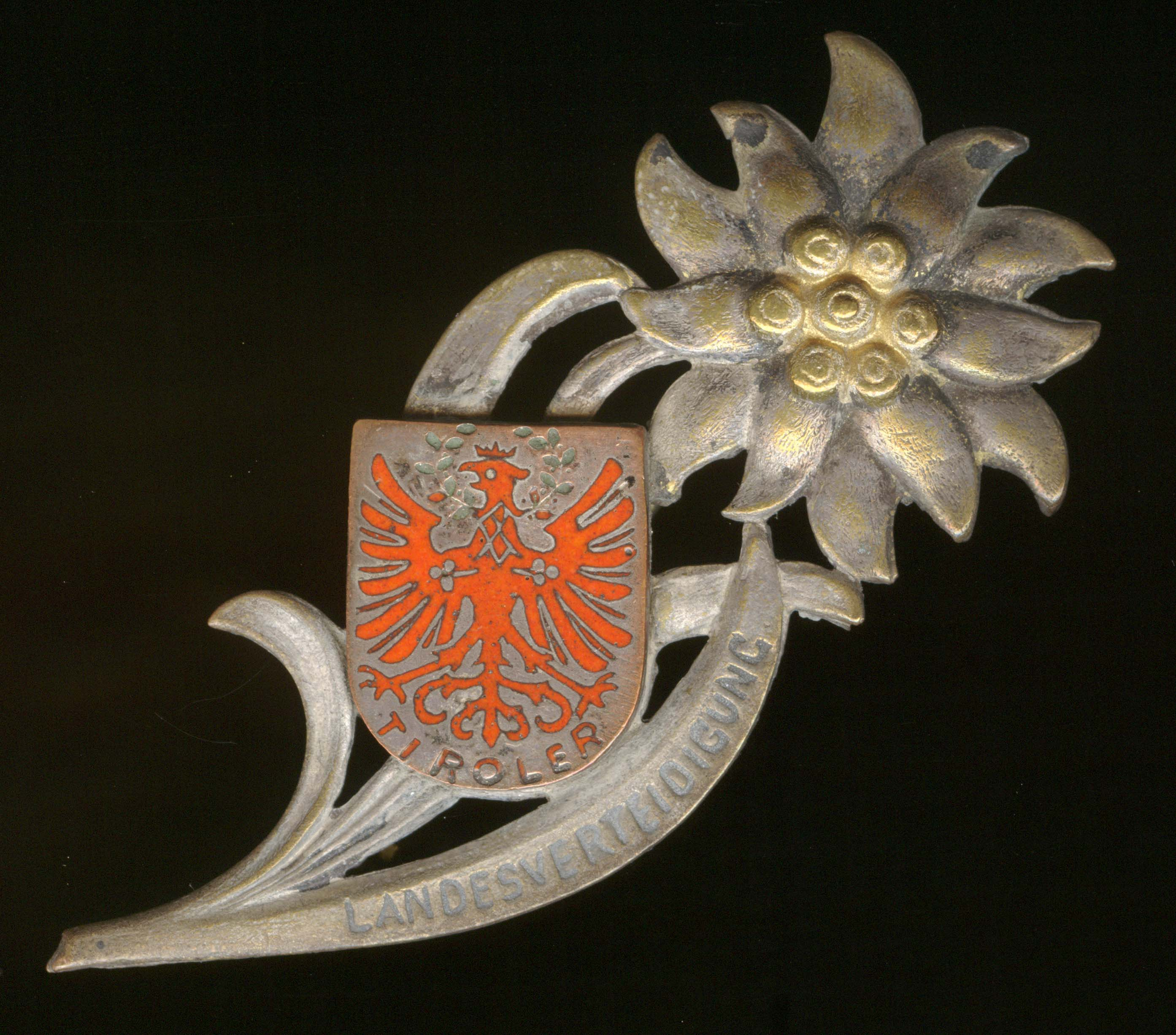
Un distintivo da berretto austroungarico conservato nel museo della Guerra di Rovereto.

Il distintivo da berretto austroungarico (Kappenabzeichen in tedesco) era una piccola placchetta non ufficiale, prodotta a fini di propaganda e di ricordo, venduta ai militari dell'esercito ed ai civili dell'Impero austro-ungarico durante la prima guerra mondiale per raccogliere fondi da destinare a varie finalità di carattere assistenziale.

## Storia

### Motivazione

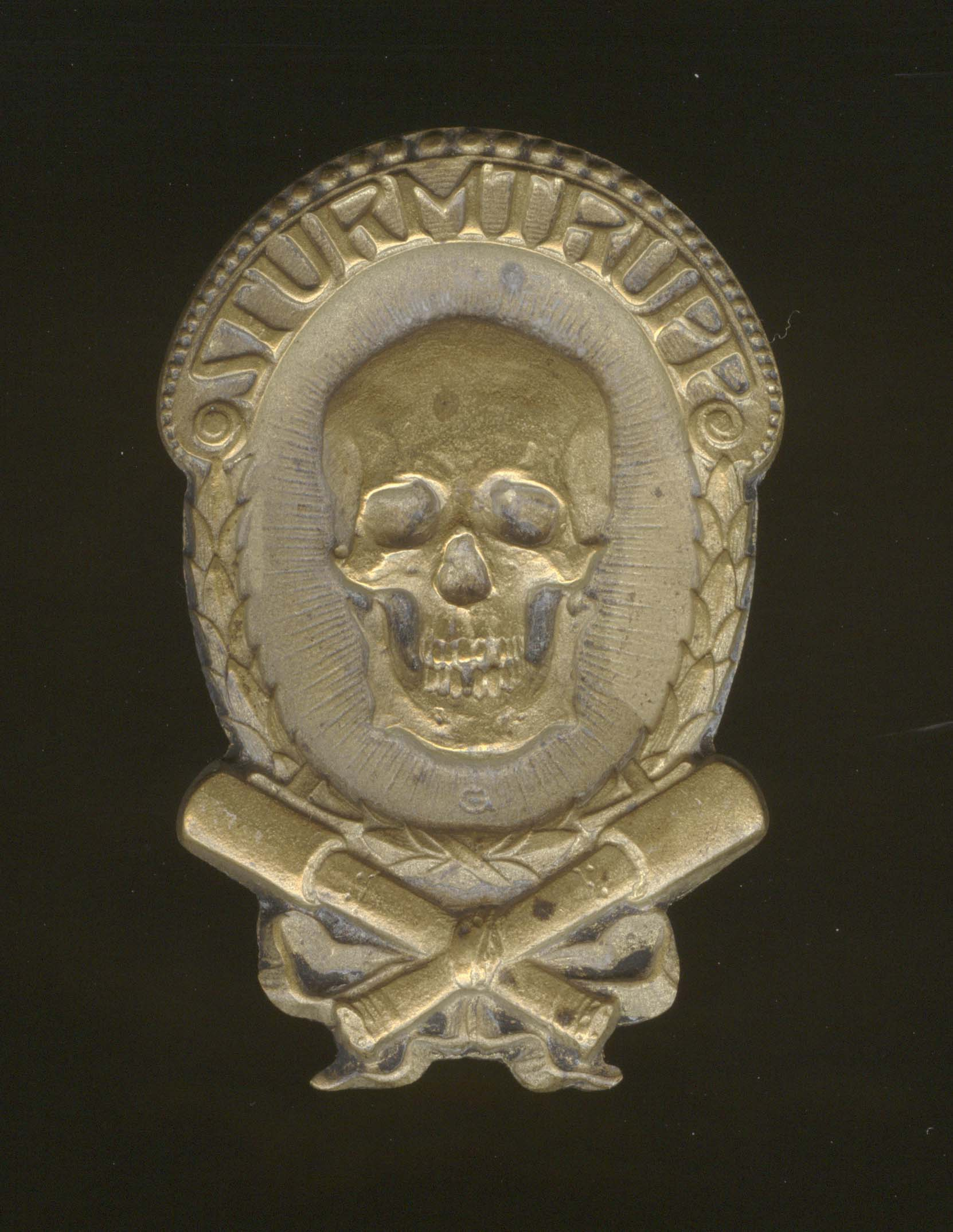
Distintivo usato dalle truppe d'assalto.

Questo piccolo ornamento, che era nato con la motivazione dichiarata di raccogliere fondi, era curato esteticamente in modo da essere più interessante non solo per i militari ma anche per i civili. Sia i militari sia i civili trovavano poi nel Kappenabzeichen motivazioni patriottiche.

### Utilizzo e diffusione
È stato un ornamento caratteristico per i soldati che lo utilizzavano anche per ricordare i reparti presso i quali avevano prestato servizio o i luoghi ove avevano combattuto, ed era usato sia dai militari semplici sia dagli ufficiali più alti in grado che lo appuntavano solitamente sul proprio berretto (Feldkappe in tedesco).

## Collezionismo
Questi oggetti, che furono anche strumenti di propaganda, divennero in seguito ricercati da parte del collezionismo.

### Fonti
- Alberto Lembo e Siro Offelli, Kappenabzeichen: i distintivi militari austro-ungarici: 1914-1918, Rovereto, Museo storico italiano della guerra, 2007, OCLC 956253416.

### Approfondimenti
- Alberto Lembo, Onore al merito: onorificenze e decorazioni nella Prima guerra mondiale, Rovereto, Osiride e Museo storico italiano della guerra, 2005, OCLC 799407850.
- Alberto Lembo e Museo storico italiano della guerra, Segni distintivi: Kappenabzeichen militari e stemmi patriottici dell'Impero austro-ungarico (1914-1918): la collezione del Museo storico italiano della guerra, Rovereto, Museo storico italiano della guerra, 2017, OCLC 1015875740.
- Fabio Fabris, Davide Tonazzi e Emanuele Marchi, An allen Fronten - Su tutti i fronti, Valbruna (UD), Saisera, 2017, OCLC 1090184471.
- Fabio Fabris, Davide Tonazzi e Emanuele Marchi, An allen Fronten - Su tutti i fronti, vol. 2, Valbruna (UD), Edizioni Saisera, 2019.
- Marco Gramola e Luca Girotto, "Placchette" del Lagorai: Kappenabzeichen di scavo dalle trincee delle "Fassaner Alpen", Borgo Valsugana (TN), Litodelta e Associazione storico culturale Valsugana orientale e Tesino, 2011, OCLC 898510515.
- Marco Gramola, Luca Girotto e Fulvio Alberini, "Placchette" degli Altipiani: Kappenabzeichen di scavo raccolti tra Vezzena, Ortigara e Marcesina, Borgo Valsugana (TN), Associazione storico culturale Valsugana orientale e Tesino, 2013, OCLC 898706785.
- Siro Offelli, Le armi e gli equipaggiamenti dell'esercito austro-ungarico dal 1914 al 1918, Valdagno, G. Rossato, 1944, SBN VIA0086892.
- Roberto Todero (a cura di), Ai confini della patria: distintivi, decorazioni e Kappenabzeichen della prima guerra mondiale dalle collezioni dei Civici Musei di Udine, Udine, Gaspari, SBN TSA0943911.